# یوساکو تانیوکو
یوساکو تانیوکو (انگلیسی: Yusaku Tanioku؛ زادهٔ ۱۸ اکتبر ۱۹۷۸) بازیکن فوتبال اهل ژاپن است.